# Roland le Péteur
Roland le Péteur (également connu sous le nom de Roland le Fartere, Roulandus le Fartere ou Roland le Petour) était un pétomane anglais qui vécut aux alentours du XIIe siècle. Il reçut le manoir Hemingstone dans le Suffolk ainsi que 30 acres (12 hectares) de terres en échange de ses services de bouffon pour le roi Henri II. 
Il s'était engagé à jouer chaque année à Noël « Unum saltum et siffletum et unum bumbulum » (un saut, un sifflet et un pet) pour la cour du roi.
Roland est répertorié dans le Liber Feodorum (Livre des frais) anglais du XIIIe siècle.